# Flink och Fummel
Flink och Fummel (Mortadelo y Filemón) är en spansk tecknad serie om två hemliga agenter. Serien skapades 1958 och är en av Spaniens populäraste, med över 150 utgivna seriealbum. Serien filmatiserades 2003 och fick en uppföljare 2008.
Serien är översatt till flera språk, och på svenska utkom 1973 de två albumen Bara jäkt och gno! och Storviltjägarna.